# Martin Stone
Martin Stone (11. prosince 1946 Wokingham – 9. listopadu 2016 Versailles) byl anglický kytarista. Byl členem skupin Chilli Willi and the Red Hot Peppers, Savoy Brown Blues Band, Mighty Baby, Pink Fairies a dalších.